# Eduard Müller (Beamter)

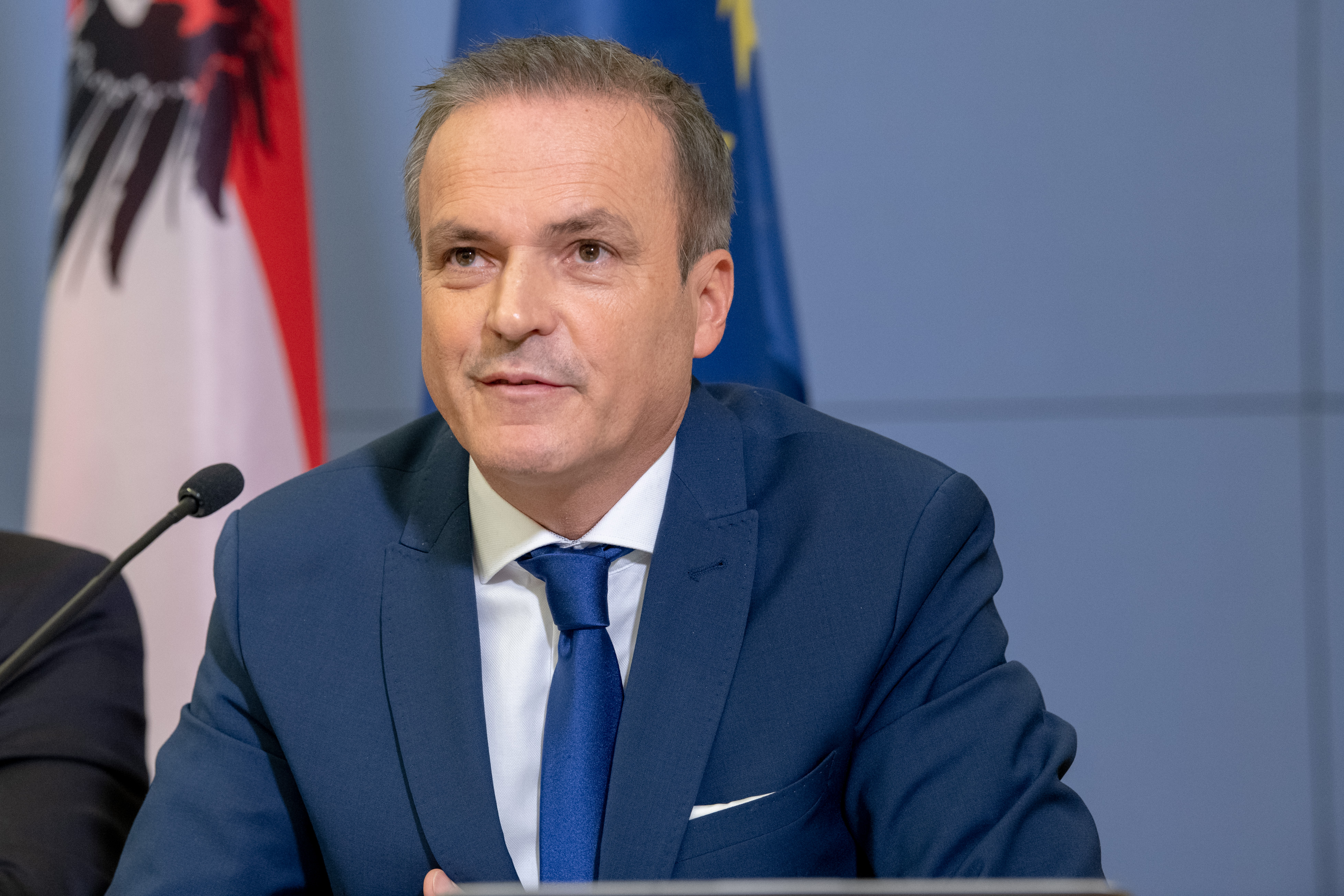
Eduard Müller (2019)

Eduard Müller (* 31. August 1962 in Oberwart) ist ein österreichischer Beamter und Sachbuchautor. Vom Juni 2019 bis Jänner 2020 war er Bundesminister für Finanzen. Zudem war er mit der Leitung des Bundesministeriums für öffentlichen Dienst und Sport betraut. Von 2020 bis Juli 2025 war er Vorstand der Finanzmarktaufsichtsbehörde (FMA).

## Ausbildung
Müller besuchte nach der Volksschule in Rumpersdorf und dem Bundesrealgymnasium Oberschützen die Handelsakademie in Oberwart, wo er 1981 maturierte. Danach arbeitete er bis 1994 als Steuerprüfer am Finanzamt Oberwart. 1989 begann er ein Studium der Wirtschaftswissenschaften an der Fernuniversität Hagen, das er 1994 als Diplom-Kaufmann abschloss. 2012 erwarb er einen Master of Business Administration (MBA) und 2022 den Doktor der Wirtschaftswissenschaften an der Universität Wien.

## Beruf
Im Jahr 1994 wechselte er zur Finanzlandesdirektion Wien, 1997 schließlich ins Finanzministerium. Er war von 2001 bis 2005 Projektleiter für die Reform der Finanzverwaltung und von 2002 bis 2013 Gruppenleiter für das Management der Steuer- und Zollverwaltung im Finanzministerium. Mit November 2013 wurde er Geschäftsführer des Linde Verlages, wo er auch als Autor von Fachpublikationen zum Steuerrecht tätig war und bis zur Ausgabe 2018/19 unter anderem das SteuerSparBuch für Lohnsteuerzahler und Selbständige veröffentlichte. Mit Oktober 2015 holte ihn Finanzminister Hans Jörg Schelling als Präsidialchef (Sektionschef) ins Ministerium zurück. 2015 wurde Müller außerdem Bundesvorsitzender der Prüfungskommission für Steuerberater in der Kammer der Wirtschaftstreuhänder und stellvertretender Generalsekretär im Finanzministerium.

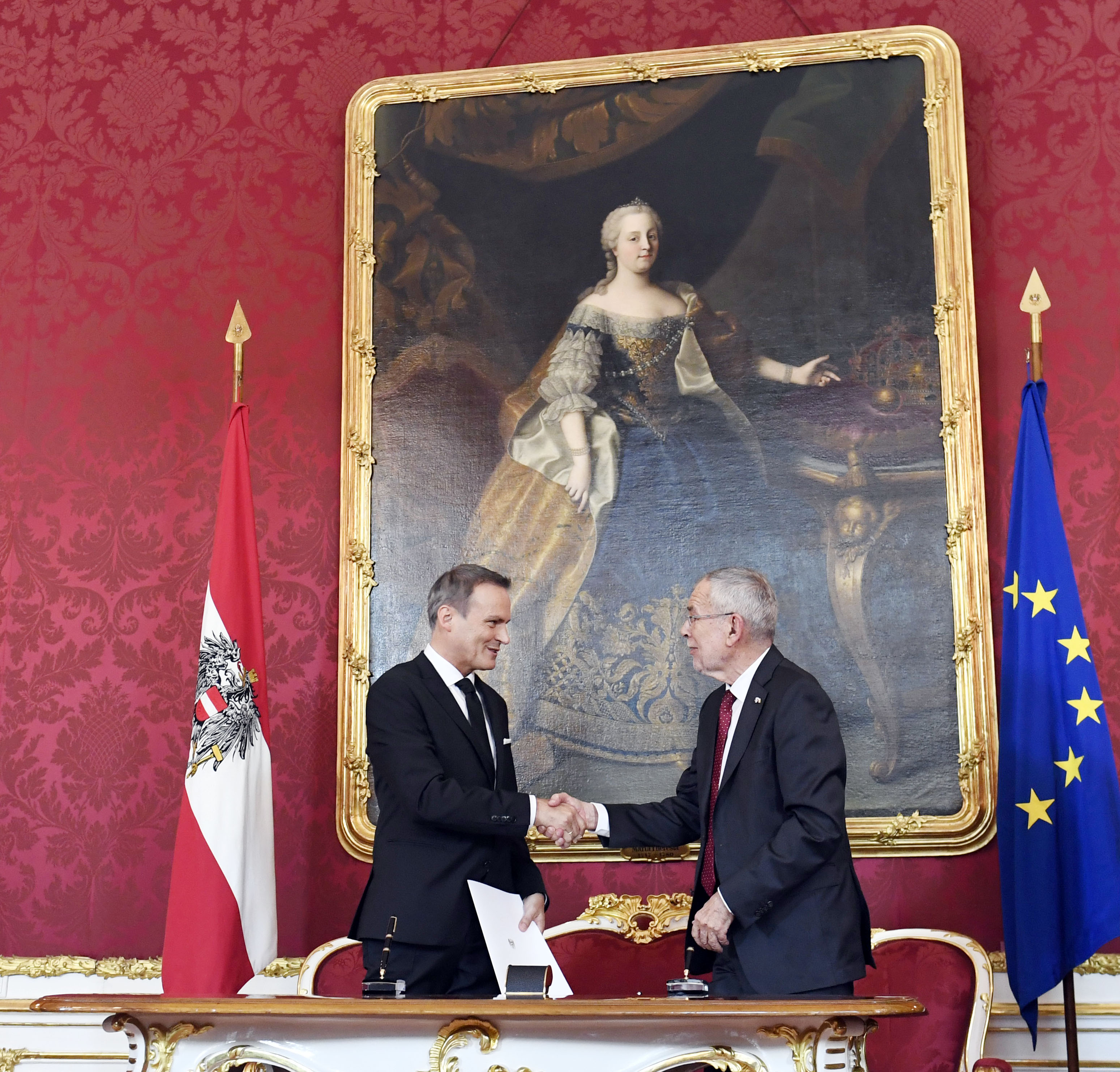
Eduard Müller (links) bei der Angelobung mit Bundespräsident Alexander Van der Bellen (2019)

Von Juni 2019 bis Jänner 2020 war er Bundesminister für Finanzen in der Bundesregierung Bierlein. Zudem war er mit der Leitung des Bundesministeriums für öffentlichen Dienst und Sport betraut.
Nach Angelobung der Bundesregierung Kurz II im Jänner 2020 wurde er Sektionsleiter im Finanzministerium. Ab Februar 2020 leitete er interimistisch die Finanzmarktaufsichtsbehörde (FMA). Im Mai 2020 wurde seine Bestellung als Vorstand der FMA vom Ministerrat beschlossen. Eine neuerliche Bewerbung für den Posten zog Müller im Juni 2024 zurück. Im Juli 2025 folgte ihm Mariana Kühnel im Vorstand der Finanzmarktaufsicht nach.
2022 wurde er in den Verwaltungsrat (das Management-Board) der Europäischen Wertpapier- und Marktaufsichtsbehörde (ESMA) für die Periode bis 30. September 2024 gewählt. 2024 wurde er in dieser Funktion bestätigt.
Am 14. Juni 2023 berichtete der Falter, Müller sei 2018 an einer fragwürdigen Steuerschuldsenkung (Steuerbemessungsgrundlage, Großbetriebsprüfung) für René Benko beteiligt gewesen, die vom Ministerium gegen die Rechtsansicht des Finanzamts durchgesetzt wurde. Eduard Müller wies diese Vorwürfe zurück, da er gar nicht die Weisungsmacht gehabt habe und nur die Beschleunigung des Verfahrens eingefordert habe. Im COFAG-Untersuchungsausschuss wies Müller im April 2024 „jede Schuld von sich“.

## Privat
Müllers Bruder Wilhelm Müller war Bürgermeister von Weiden bei Rechnitz.

## Publikationen (Auswahl)
- mit Bernadette M. Gierlinger: Steuerreform 2009: Steuerreformgesetz – Konjunkturbelebungsgesetz – Ökoprämiengesetz. Linde Verlag, Wien 2009, ISBN 978-3-7073-1471-7.
- als Hrsg. gemeinsam mit Eva Maria Schrittwieser: SWK-Spezial Finanz-Wegweiser. Linde Verlag, Wien 2014, ISBN 978-3-7073-3030-4.
- SteuerSparBuch 2018/2019. Für Lohnsteuerzahler und Selbständige (Ausgabe Österreich). Linde Verlag, Wien 2018, 24. Auflage, ISBN 978-3-7093-0647-5.
- SWK-Spezial Lohnverrechnung 2018 mit Lohnsteuertabellen. Linde Verlag, Wien 2018, ISBN 978-3-7073-3811-9.
- Tax Governance, Ein ganzheitliches Regelwerk für Steuern. Linde Verlag, Wien 2023, ISBN 978-3-7073-4800-2.
- SWK-Spezial Lohnverrechnung 2018 mit Lohnsteuertabellen. Linde Verlag, Wien 2025, ISBN 978-3-7073-5150-7